# 阿提夫·西德基

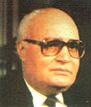
阿提夫·西德基

阿提夫·西德基，全名阿提夫·穆罕默德·纳吉布·西德基（阿拉伯语：عاطف محمد نجيب صدقى, IPA：[ˈʕɑːtˤef mæˈħæmmæd næˈɡiːb ˈsedʔi]，1930年8月29日—2005年2月25日），埃及政治人物。1986年11月10日至1996年1月4日担任埃及总理，为埃及独立后任期最长的总理。

## 生平
1930年8月29日，阿提夫·西德基生于埃及西部省坦塔市；后于法国巴黎大学获经济学博士学位。在担任总理之前，曾担任埃及中央审计署总长。2005年2月25日，逝世于开罗的一家医院，享年74岁。